# Droga krajowa nr 83 (Węgry)
Droga krajowa nr 83 (węg. 83-as főút) – droga krajowa w komitatach Veszprém i Győr-Moson-Sopron w zachodnich Węgrzech. Długość - 67 km. Przebieg: 
- Városlőd – skrzyżowanie z 8
- Pápa (obwodnica)
- Tét
- Győr – skrzyżowanie z M1 (węzeł Győr-Ménfőcsanak)